# Batalla de Cambrai (1917)
La batalla de Cambrai fou una batalla del front occidental de la Primera Guerra Mundial, en la qual per primera vegada els britànics utilitzaren vehicles cuirassats (tancs) de forma massiva i en operació combinada amb les altres armes participants: la infanteria, l'artilleria i l'aviació. També fou la primera vegada en què l'artilleria creava una cortina mòbil sense un registre previ, és a dir, sense trets de prova per ajustar les posicions. Tot i que la batalla acabà amb una lleugera victòria alemanya, les noves tècniques demostraren als aliats que la Línia Hindenburg no era impenetrable i quina era la millor forma d'utilitzar la nova arma dels tancs; per la seva banda els alemanys obtingueren una experiència valuosa en noves tàctiques d'infanteria per a l'ofensiva Michael de la primavera següent.